# Gillingham (Kent)
Pour les articles homonymes, voir Gillingham.

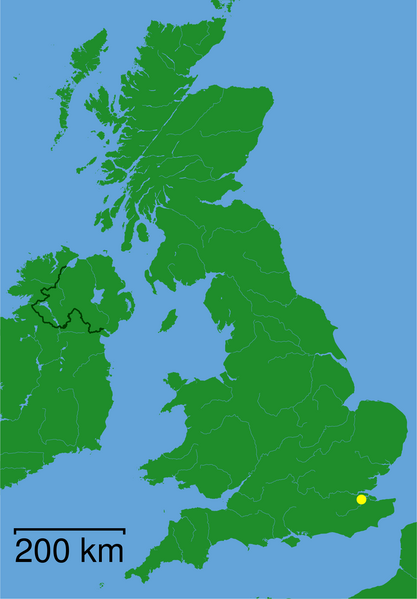
Localisation de Gillingham (Point jaune dans le Kent dans le Sud-Est de l'Angleterre)

Gillingham (prononciation /dz/) (voir aussi Gillingham in Dorset et Gillingham in Norfolk, toutes deux prononcées /gi/ ) est une ville de l'autorité unitaire de Medway située dans le comté du Kent, dans le sud-est de l'Angleterre. La ville inclut les territoires de Brompton, Hempstead, Rainham, Rainham Mark, Twydall et Lidsing.
Elle se trouve à une soixantaine de kilomètres de Londres.
La ville comptait 99 773 habitants dans le recensement de 2001.
La première source d'emploi était les chantiers navals. À leur fermeture en 1984, la localité a été touchée par un fort taux de chômage.

## Toponymie
Le nom Gillingham composé de gilli, ing et ham, signifie propriété de la famille Gylla. En effet, ham vient du vieil anglais signifiant village, propriété et ingas désigne la famille.

## Histoire

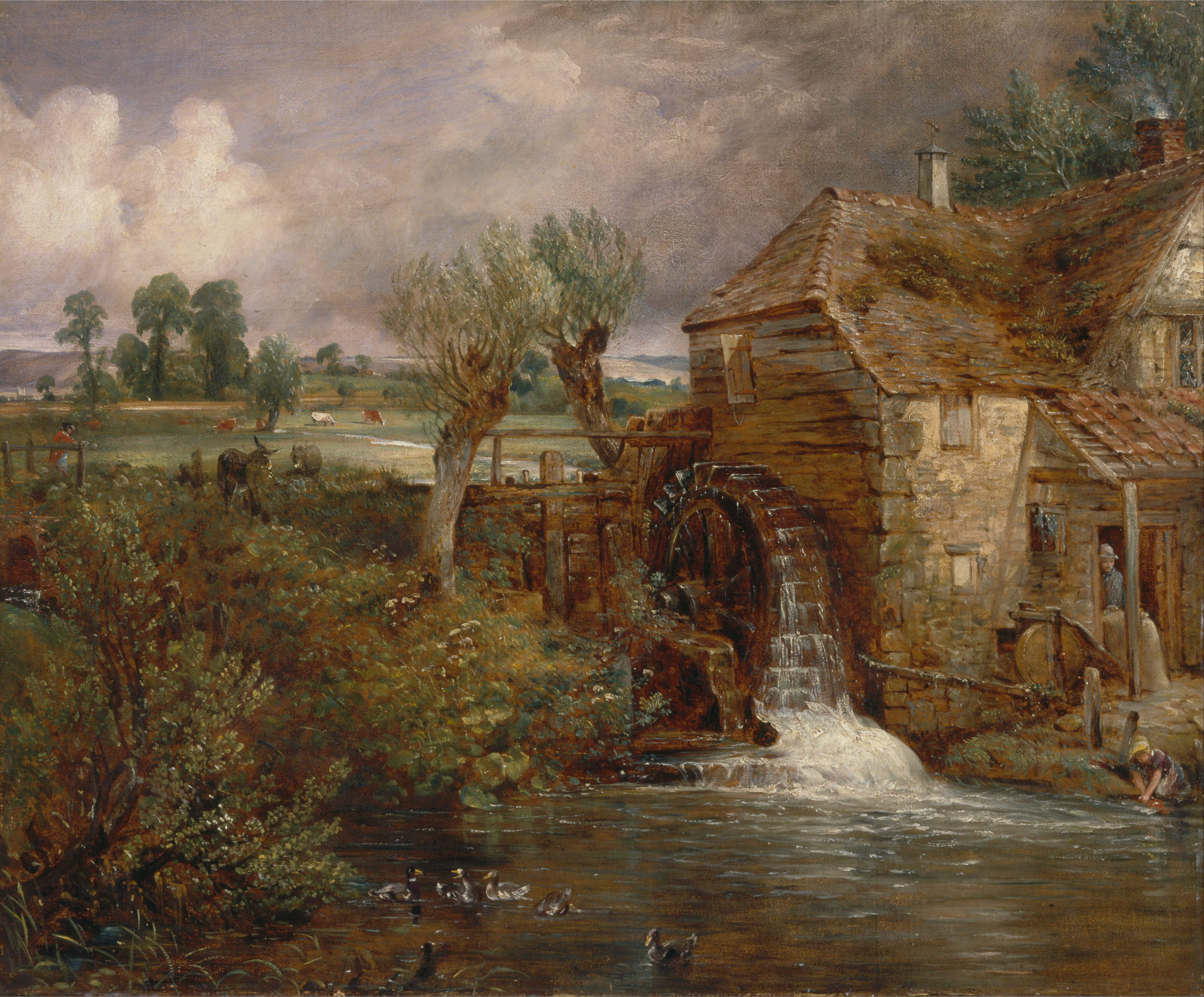
Parham Mill, Gillingham, vers 1826
Centre d'art britannique de Yale

Le peintre paysagiste John Constable y peint un moulin en 1826.

## Statut
Gillingham devint un arrondissement avec la Local Government Act 1894, obtenant le statut d'arrondissement municipal en 1903. En 1928, Rainham, Kent a été rajoutée à l'arrondissement de Gillingham. Gillingham fusionna avec les autres villes de Medway (dans le district de City of Rochester-upon-Medway) en 1998 sous le 1990s UK local government reform.

## Personnalités
- William Cuffay, (1788 - 1870)
- William Adams, Anjin-sama (按針様, « Monsieur Pilote »), (1564 - 1620)[2]